# Cytochrom P450
Cytochrom P450 (zkratka CYP) označuje rozsáhlou skupinu hemoproteinových enzymů, které nesou hemovou prosthetickou skupinu. Název cytochrom P450 vychází z faktu, že redukovaná forma enzymu v komplexu s oxidem uhelnatým vykazuje silné absorpční maximum v UV-VIS  při spektru 450 nm (tzv. Soretův pík).
Tyto enzymy byly nalezeny ve všech říších životních forem tj. u archeí, bakterií, hub, rostlin a živočichů.
Cytochromy P450 (CYP 450) zastávají klíčovou roli v metabolizmu xenobiotik. Podílejí se také na odbourávání endogenních látek, např. melatonin. Katalyzují oxidační, peroxidační a redukční reakce v I. fázi biotransformace látek. Aktivitou CYP 450 může docházet k detoxikaci cizorodých látek, tzn. že dojde ke ztrátě biologické aktivity dané látky nebo může docházet k tzv. bioaktivaci. (aktivní formy léčiv, aktivace prokarcinogenů). Nachází se především v játrech, ale nezanedbatelný obsah tvoří také v jiných tkáních. Z pohledu lidského zdraví patří mezi nejvýznamnější formy CYP 1A1, 1A2, 2A6, 2B6, 2D6, 2C, 2E1 a 3A4.

## Nomenklatura
Cytochromy P450 tvoří velkou superrodinu hemových proteinů. Podle homologie v sekvenci aminokyselin je můžeme řadit do rodin a podrodin. Do jedné rodiny patří CYP450 se shodou ve více než 40 % a značíme ji arabskou číslicí (CYP1). Do stejné podrodiny patří CYP450 shodné ve více než 60 % a značíme je velkým písmenem (CYP1A)

## Izoformy

### CYP 1A

#### CYP 1A1
se nachází především v extrahepatálních tkáních. Podílí se na aktivaci polycyklických aromatických uhlovodíků (PAHs), dále se podílí na odbourávání xenobiotik theofylinu, kofeinu nebo endogenních látek (estrone)  Je jedním z hlavních enzymů podílejících se na aktivaci environmentálních polutantů. 

#### CYP 1A2
Exprese CYP 1A2 je výrazná hlavně v játrech. Podílí se na metabolizaci arylaminů a heterocyklických arylaminů na mutagenní a karcinogenní sloučeniny. Snížení aktivity CYP 1A2 může mít využití v prevenci rakoviny.

#### CYP 1B1
se stejně jako 1A1 nachází především v extrahepatálních tkání. Taktéž se účastní aktivace prokarcinogenů.
Inhibice rodiny CYP1A může mít potenciální využití v prevenci rakoviny.
- prevence konverze prokarcinogenů na karcinogeny
- prevence konverze endogenních hormonů na karcinogenní deriváty
- prevence inaktivace protinádorových léčiv

Mezi inhibitory rodiny CYP1 patří některé PAHs (mohou být substráty i inhibitory zároveň), resveratrol, flavonoidy, kumariny, alkaloidy, léčiva a další syntetické látky.